# Avolasca
Avolasca är en ort och kommun i provinsen Alessandria i regionen Piemonte i Italien. Kommunen hade 262 invånare (2018).